# 吐鲁番麻蜥
吐鲁番麻蜥（学名：Eremias roborowskii），一种分布于中华人民共和国新疆吐鲁番地区的爬行动物，隶属于有鳞目蜥蜴科（正蜥科）麻蜥属。
本种由俄罗斯学者雅科夫·弗拉基米罗维奇·贝德里亚加于1912年描述命名，原被视为快步麻蜥（Eremias velox）东方亚种，2018年，有学者通过对快步麻蜥的谱系地理与亚洲内陆干旱化的关系研究认为本种应为独立种。
2020年发布的《中国两栖、爬行动物更新名录》将本种提升为新的独立物种。

## 保护
本种于2023年被收录入《有重要生态、科学、社会价值的陆生野生动物名录》。